# Emil Pötz
Emil Pötz (* 21. Oktober 2006 in Lahnstein) ist ein deutscher Basketballspieler.

## Werdegang
Der Sohn des früheren Zweitliga-Basketballspielers Jens Pötz (BG Koblenz) verließ 2024 den BBC Horchheim, um sich der Zweitligamannschaft EPG Guardians Koblenz anzuschließen. Seine ersten Einsatzminuten in der 2. Bundesliga ProA erhielt Pötz vom Koblenzer Trainer Marco van den Berg Anfang November 2024.